# Myriam Duchâteau
Myriam Duchâteau (19 april 1961) is een Belgische oud-atlete. Ze was gespecialiseerd in het verspringen en veroverde drie Belgische titels.

## Biografie
Duchâteau verbeterde in 1981 met een sprong van 6,37 m het Belgisch record van Anne-Marie Pira. Ze behaalde dat jaar ook haar eerste van drie Belgische titels.

### Clubs
Duchâteau was aangesloten bij AC Rixensart.

## Belgische kampioenschappen
| Onderdeel   | Jaar             |
| ----------- | ---------------- |
| verspringen | 1981, 1983, 1984 |

## Persoonlijk record
| Onderdeel   | Prestatie | Datum       | Plaats     |
| ----------- | --------- | ----------- | ---------- |
| verspringen | 6,37 m    | 30 mei 1981 | Aartselaar |

## Palmares

### verspringen
- 1981:  BK AC - 6,18 m
- 1983:  BK AC - 6,20 m
- 1983: 7e Memorial Van Damme - 6,08 m
- 1984:  BK AC - 6,12 m
- 1986: 9e Memorial Van Damme - 5,97 m

## Onderscheidingen
- 1981: Grand Prix LBFA